# II. Antigonosz makedón király
II. Antigonosz Gonatasz (görögül Αντίγονος Γονατάς, Kr. e. 319 k. – Kr. e. 239), az ókori hellenisztikus Makedónia királya az Antigonidák közül (uralkodott Kr. e. 277–273 között, majd Kr. e. 272-től haláláig), Démétriosz Poliorkétész és első felesége, Antipatrosz leánya, Phila gyermeke volt. III. Alexandrosz kora óta az ő idején élte Makedónia újra fénykorát.

## Élete
Gyermekkoráról nem tudunk sokat. Elképzelhető, hogy mellékneve onnan ered, hogy szülővárosa a thesszáliai Gonnosz vagy Gonni volt, jóllehet ez a terület születésekor még nem volt apja kezén; más vélekedések szerint a makedón térdpáncélt jelölő szó után kapta a nevét, mivel viselt ilyen darabot. Mindenesetre tudjuk, hogy amikor az épeiroszi Pürrhosz a trákiai Lüszimakhosszal karöltve Kr. e. 287-ben kiszorította apját Makedóniából, Antigonosz a Peloponnészoszon maradt. Csak Kr. e. 283-ban, apja szíriai száműzetésben bekövetkezett halála évében vette fel a királyi címet, de ennek akkor még igazából nem volt tartalma.
Makedóniát Lüszimakhosz vette el Pürrhosztól, őt Kr. e. 281-ben Szeleukosz Nikatór győzte le, de vele még abban az évben végzett Ptolemaiosz Keraunosz. Keraunosz Kr. e. 279-ben esett el a kelták ellen vívott háborúban. Sógora, Antiokhosz Szótér szeleukida király támogatásával végül Kr. e. 277-ben legyőzte a keltákat, és Kr. e. 276-ban megszerezte a makedón trónt. Kr. e. 273-ban azonban Pürrhosz visszatért a számára kudarccal végződő tarentumi háborúból, és megdöntötte Antigonosz hatalmát, mindazonáltal a következő évben argoszi harcok során elesett, így Gonatasz visszaszerezhette trónját.
A megerősödő Makedónia fenyegetése nem volt a görög területek ínyére, ezért Kr. e. 267-ben az athéni Khremónidész javaslatára Spárta és Athén szövetségre lépett Antigonosz ellen. A kirobbanó khremónidészi háború Kr. e. 261-ben makedón győzelemmel végződött, Athén kénytelen volt meghódolni. Mivel az egyiptomi Ptolemaiosz Philadelphosz segélyezte a görögöket, Antigonosz csatlakozott unokaöccséhez, Antiokhoszhoz Teószhoz a II. szíriai háborúban. Kr. e. 254-ben, egy évvel a háború befejezése előtt lépett ki a konfliktusból, amikor Ptolemaiosz pénzén Khalkisz és Korinthosz is fellázadt ellene. A hadakozás nyomán az addig ptolemaida kézen levő Kükládokkal lett gazdagabb.
Uralkodása hátralevő részében a görögországi ellenállást a Kr. e. 251-től sziküóni Aratosz vezette akháj szövetség képviselte, amely szintén Ptolemaiosz anyagi támogatását élvezte. Kr. e. 243-ban a korinthoszi makedón helyőrséget győzték le, ezt követően pedig számos város rázta le a makedón függést, csatlakozva a ligához.
Antigonosz, aki közel állt a sztoicizmus tanításaihoz, és az uralkodást afféle dicső szolgaságnak (endoxosz duleia) tekintette, 80 évesen hunyt el Kr. e. 239-ben, negyvennégy évnyi uralkodást követően. Feleségétől, Philától született fia, Démétriosz Aitólikosz követte a trónon.